# Kateřina Valková
Kateřina Valková (6 de febrero de 1996) es una voleibolista profesional checa que juega como armadora.

## Palmarés

### Clubes
Campeonato de la República Checa:
- 2016, 2018

### Selección nacional
Liga Europea:
- 2018